# 坎伯蘭

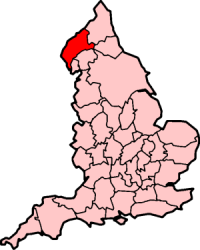

坎伯蘭，當地華人舊譯冚巴崙，是英國的一個歷史地區，位於英格蘭的西北部。在12世紀至1974年之間，其是一個實際存在的行政區劃。在1889年至1974年之間，其曾是一個行政區劃上的郡。1974年，坎伯蘭和威斯特摩蘭郡、蘭開夏郡、約克郡的一部分地區統合，成為新的坎布里亞郡。現在坎伯蘭仍然作為一個地理名詞和文化名詞繼續使用。
2023年4月建立的同名单一管理区范围覆盖了历史郡坎伯兰的大部分。